# Glauvarovia
Glauvarovia is een geslacht van rechtvleugeligen uit de familie Pamphagidae. De wetenschappelijke naam van dit geslacht is voor het eerst geldig gepubliceerd in 1945 door Morales-Agacino.

## Soorten
Het geslacht Glauvarovia  is monotypisch en omvat slechts de volgende soort:
- Glauvarovia mendizabali (Morales-Agacino, 1945)